# Tsjerkessen (Karatsjaj-Tsjerkessië)
De Tsjerkessen (Russisch: Черкесы, Kabardijns: Адыгэ, Adyge) zijn een Noord-Kaukasische etnische groep in het noordwesten van de Kaukasus. Ze vormen een subgroep van de Adygeeërs. Ze spreken een dialect van het Kabardijns, een Noordwest-Kaukasische taal. De islamitische Tsjerkessen vormen zo'n 10% (1989) van de bevolking van de autonome republiek Karatsjaj-Tsjerkessië in de Russische Federatie en leven vooral in en rond de hoofdstad Tsjerkessk.

## Naam
De term is net als "Circassiërs" afgeleid van het Turkse Çerkes (Nederlands: Tsjerkes). De termen Tsjerkessen of Circassiërs worden ook als exoniemen gebruikt voor de Adygeërs in het algemeen.

## Geschiedenis
Toen na jarenlange oorlog Tsjerkessië veroverd werd door de tsaristische troepen in 1863, werden honderdduizenden Tsjerkessen naar het Ottomaanse rijk gedeporteerd, veelal naar de noordkust van het huidige Turkije. Vandaar verspreidden ze zich over vrijwel alle delen van het rijk, tot in de Balkan en huidig Syrië en Jordanië (in Jerash) toe. In het hedendaagse Turkije vormen de Tsjerkessen een van de grootste etnische minderheden doch slechts een kleine minderheid van de Turkse Tsjerkessen spreekt nog maar een van de Tsjerkessische dialecten.

## Religie
Tsjerkessen zijn overwegend (soennitische) moslims.